# Kaliskie Spotkania Teatralne
Kaliskie Spotkania Teatralne (KST) – coroczny festiwal teatralny w Kaliszu, założony w 1960 przez Tadeusza Kubalskiego, konkurs teatralny organizowany przez Teatr im. Wojciecha Bogusławskiego w Kaliszu od 1961, od 1985 konkurs aktorski; najstarszy polski festiwal teatralny i jedyny polski konkurs aktorski.
Dyrektorem festiwalu jest dyrektor Teatru im. Wojciecha Bogusławskiego w Kaliszu. W latach 2014–2017 dyrektorem festiwalu była Magda Grudzińska; od 2017 dyrektorem festiwalu jest Bartosz Zaczykiewicz. 

## Historia
W czasie Obchodu Osiemnastu Wieków Kalisza (1960) Tadeusz Kubalski zorganizował przegląd wybranych przedstawień miejscowego teatru z sezonów 1958/1959 i 1959/1960, który odbył się 13–24 lipca 1960. I Kaliskie Spotkania Teatralne odbyły się 2–11 maja 1961; do konkursu zaproszono Bałtycki Teatr Dramatyczny im. Juliusza Słowackiego w Koszalinie i Słupsku, Teatr Dramatyczny w Warszawie, Teatr Dramatyczny im. Adama Mickiewicza w Częstochowie, Teatr Powszechny w Łodzi, Teatr im. Aleksandra Fredry w Gnieźnie, Teatr Satyry w Poznaniu, Teatr Ziemi Lubuskiej w Zielonej Górze, Teatr im. Juliusza Osterwy w Lublinie, Teatr Polski w Poznaniu; konkurs otwierał miejscowy Teatr im. Wojciecha Bogusławskiego. 
Kaliskie Spotkania Teatralne odbywają się zwyczajowo w maju, na zakończenie sezonu teatralnego. Do konkursu zapraszane są wybitne premierowe przedstawienia bieżącego sezonu, które zdobyły wysokie uznanie polskiej krytyki teatralnej. W 2020 festiwal odbył się we wrześniu.
Nagrody przyznawane są m.in. w następujących kategoriach: Grand Prix Festiwalu, Nagrody za Role Drugoplanowe, Nagroda Zespołowa, Nagroda Publiczności, Nagroda Dziennikarzy, Nagroda ZASP-u, Statuetka Wojciecha.